# Federico da Montefeltro

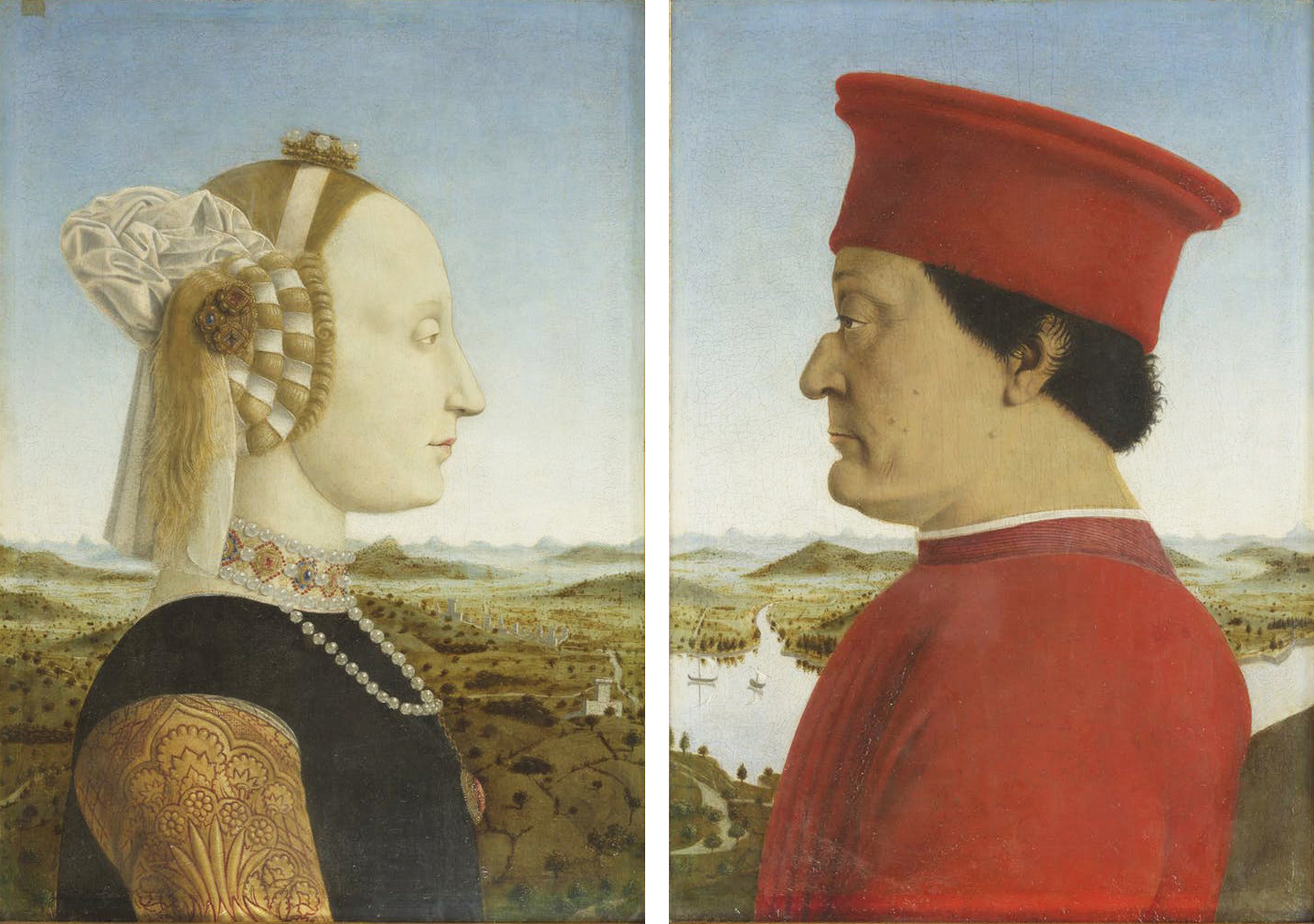
Dvojportrét Federica da Montefeltro a jeho manželky Battisty Sforza Piera della Francesca

Federico da Montefeltro (1422 Gubbio - 10. září 1482 Ferrara), vévoda urbinský, byl jednou z nejvýznamnějších osobností italské renesance.

## Život
Narodil se jako nelegitimní syn hraběte Guidantonia, hraběte z Montefeltra a Urbina. V mládí byl v Mantově žákem význačného humanisty Vittorina da Feltre (1373 ? - 1446), naučil se latinsky, studoval historii, literaturu i matematiku. Poté se věnoval vojenské dráze. Po násilné smrti svého nevlastního bratra Oddantonia r. 1444 se stal vládcem montefeltrovského panství. Byl dvakrát ženat, první manželkou byla Gentile Brancaleoni, druhou Battista Sforza. Jako úspěšný kondotiér získal značné jmění a rozšířil své državy. Roku 1474 získal titul vévody a posílil své postavení sňatkem dcery Giovanny se synovcem papeže Sixta IV. Giovannim della Rovere. V posledních letech života stál v čele italské ligy, která se vytvořila proti rozpínavosti papežské moci ve střední Itálii. Zemřel 10. září 1482 ve Ferraře.

## Mecenáš umění
Federico byl milovníkem umění a štědrým mecenášem. Peníze získané na válečném poli investoval do umění. V Urbinu nechal podle plánů dalmatského architekta Luciana Laurany postavit renesanční palác, který je považován za nejkrásnější palác italského quattrocenta (15. století) a patří k nejkrásnějším na světě. Na vnitřní výzdobě se podíleli význační umělci Melozzo da Forli, Ambroggio da Milano, Baccio Pontelli, Domenico Rosselli, podle Botticelliho kreseb byly provedeny intarzie v soukromých vévodových pokojích. Na jeho dvoře pracoval Piero della Francesca, jehož portréty Federica a Battisty (Galerie Uffizi) patří k maliřovým nejvýznamnějším dílům. Gobelíny, jimiž byly vyzdobeny pokoje paláce, jsou dílem vlámských mistrů, které vévoda povolal do Urbina. Federicova knihovna patřila v jeho době k nejrozsáhlejším v tehdejším západním světě. V paláci pracovalo po dobu více než 14 let 30-40 písařů, kteří opisovali kodexy latinské, řecké, hebrejské i arabské (vévoda odmítal knihy tištěné). Urbinská knihovna je nyní ve Vatikánských muzeích.

## Zajímavost
Federico se nechával portrétovat z levého profilu, aby skryl deformaci a ztrátu pravého oka, ke kterému došlo při turnaji. Po léta se lékaři vraceli k podivnému tvaru nosu na jeho portrétech Každý, kdo se snažil seznámit se podrobně s událostmi kolem turnaje v roce 1450, narážel na nedostatek přímých zpráv. Pravda se ukázala až v roce 1946. Při pečlivém studiu rukopisu vévodovy kroniky se objevilo, že text jednoho listu, kterou v té době sepisoval Giovanni Santi (malířův otec) byl přelepen dalším listem, líčícím jinou epizodu z jeho života. Na spodním listu bylo zapsáno, jak vévoda na svém dvoře pořádal slavný turnaj, kterého se původně nemínil účastnit. Ale názor změnil v okamžiku, kdy mezi přihlížejícími uviděl svou dávnou lásku. Osudovou chybou bylo, že před zahájením turnajového klání si zvedl hledí a odkryl obličej. Velmi zkušený protivník rytíř Ranieri Guidagnalo, zaútočil na hlavu, jeho dřevce rozdrtilo kořen nosu, poranilo pravé oko a část pravé tváře. Na vévodovo zranění se blíže podíval obličejový chirurg docent Jiří Ramba. [2, 3] Jezdci na sebe najížděli zleva, proto hrot dřevce směřoval šikmo zepředu k pravé polovině obličeje, zvednut v úhlu asi 30 stupňů. Tangenciálně směřující dřevce nejprve rozdrtilo kořen nosu a přiléhající část čelní kosti, vnitřní stěnu pravé očnice a nezvratně poškodilo i samotné oko. Hrot dřevce opatřený turnajovou korunkou nezastavil ani zevní okraj pravé očnice. Nutně muselo dojít k jejímu vylomení či rozdrcení, nejspíše i s tělem lícní kosti. Právě zde došlo k velkému defektu, pro který byl vévoda zobrazován z levého profilu. Při tak velké ztrátě kosti v oblasti kořene nosu a čela bylo doslova zázrakem, že nedošlo k otevření přední jámy lební a k průniku infekce. Chirurg odvedl vynikající práci, odstranil rozdrcenou a nepoužitelnou kost, ohladil ostré kostní okraje a lžičkou vyškrábal zbytek toho, co ještě nedávno bylo okem. Ránu dokonale vypláchnul, poté desinfikoval. Vzniklý defekt dokonale plasticky uzavřel posunem měkkých tkání. V průběhu hojení se projevily určité známky remodelace - rozpustily se nerovné kostní hrany - a tak malíři tří známých vévodových portrétů zachytili již vyhlazené okraje miskovitého defektu kořene nosu. Rána se dobře zhojila pevnou jizvou, vévoda tak mohl žít ještě dlouhých 32 let.[zdroj?]